# Agencias independientes del gobierno de Estados Unidos
Las agencias independientes del gobierno de Estados Unidos son agencias que existen fuera de los departamentos ejecutivos federales (aquellos que están dirigidos por un secretario del gabinete) y de la Oficina Ejecutiva del Presidente. En un sentido más estricto, el término hace solamente referencia a aquellas agencias independientes que, si bien se consideran parte del poder ejecutivo, tienen autoridad regulatoria o reglamentaria y están aisladas del control presidencial, generalmente porque el poder del presidente para destituir al jefe de la agencia o a un miembro es limitado.

## Características funcionales
Las agencias independientes pueden distinguirse de los departamentos federales ejecutivos y de otras agencias ejecutivas por sus características estructurales y funcionales. El Congreso también puede designar ciertas agencias explícitas como "independientes" en el estatuto rector, pero las diferencias funcionales tienen un significado de mayor alcance jurídico.
Mientras que la mayor parte de las Agencias Ejecutivas tienen un solo Director, Administrador, o Secretario designado por el Presidente de los Estados Unidos, las Agencias Independientes (en el sentido más estricto de estar fuera del control presidencial) la mayoría casi siempre tienen una Comisión, Junta, o Cuerpo Colegiado compuesto de cinco a siete miembros que ejercen y comparten autoría sobre la agencia. (Esta es la razón por la que muchas agencias independientes incluyen la palabra "Comisión" o "Junta" en su nombre). El Presidente nombra a los Comisionados o a los miembros de la Junta Directiva, tras la confirmación de su nombramiento por el Senado, pero la mayoría prestan servicio por mandato escalonado, y muchas veces durante periodos de más de un periodo presidencial de cuatro años de duración, queriendo esto decir que la mayoría de los Presidentes no tendrán la oportunidad de nombrar a todos comisionados de una agencia independiente determinada. Normalmente el presidente puede designar que Comisionado ejercerá el cargo de Presidente. Comúnmente existen disposiciones estatutarias que limitan la autoridad del Presidente para destituir a los comisionados, por lo general puede se por incapacidad, negligencia en el trabajo, malversación, u otra causa justificada. De hecho, la mayoría de las agencias independientes tienen una condición estatutaria de los miembros de ambos partidos sobre la comisión, por lo que el presidente no puede limitarse a cubrir las vacantes con los miembros de su propio partido político.
En realidad, la alta tasa de rotación entre estos comisionados o miembros de la junta significa que la mayor parte de los Presidentes tienen la oportunidad de designar las suficientes vacantes para constituir así una mayoría de votos en cada comisión de la agencia independiente dentro de los dos primeros años del primer mandato como Presidente. En algunos casos famosos, Presidentes han tratado con agencias independientes más leales a sus ideas y a su vez con los deseos del Presidente y con objetivos políticos que algunos disidentes entre los nombramientos políticos de la agencia ejecutiva. Los intentos presidenciales para destituir a funcionarios de ciertas agencias independientes han generado la mayor parte de las opiniones legales importantes de la Corte Suprema en este asunto. Normalmente los Presidentes tienen autoridad para destituir a los jefes de las agencias independientes, pero deben cumplir con los requisitos estatutarios para dicha destitución, como demostrar que el individuo ha cometido prevaricación. Por el contrario, el presidente puede destituir a voluntad a los jefes de las agencias ejecutivas regulares.
Si la agencia independiente ejerce cualquier tipo de poderes ejecutivos tales como la imposición o aplicación (y la mayoría de ellas lo hacen), el Congreso no puede participar en el proceso de destitución habitual de los comisionados. Constitucionalmente, el Congreso solamente puede participar directamente en procedimientos de destitución. El Congreso puede, sin embargo, pasar estatutos que limitan las circunstancias bajo las cuales el presidente puede destituir a los comisionados de las agencias independientes. Los miembros del Congreso no pueden prestar servicio como comisionados sobre las agencias independientes que poseen poderes ejecutivos, ni tampoco puede el Congreso nombrar a los comisionados, la Cláusula de Nombramientos de la Constitución confiere ese poder al Presidente. El Senado puede participar, no obstante, en los nombramientos a través del "consejo y consentimiento", que se produce a través de las audiencias de confirmación y de los votos sobre los candidatos del Presidente.